# Adrian Selegean
Adrian Selegean ( n. 4 noiembrie 1958, Arad) este un grafician român. 

## Biografie
Studii: Institutul de Arte Plastice “Ion Andreescu“ Cluj - Napoca, specializarea grafică, promoția 1985 , clasa prof. Feszt Ladislau. 
- Membru al Uniunii Artistilor Plastici (UAP) din România din anul 1991.

## Premii
- 1991 - Premiul II la Concursul internațional de Ex-libris ”Gediminui 650”, Vilnius, Lituania
- 1991 - Mențiune la Concursul de ex-libris ”Scriitori, opere și personaje din literatura română”, Oradea
- 2001 - Premiul II la Concursul de ex-libris ”120 ani de bibliotecă publică la Brăila, 520 de ani de atestare documentară a județului Brăila”.

## Expoziții

### Expoziții naționale
- 1986, 1987, 1989 - Salonul republican de grafică, Sala „Dalles” București.

### Expoziții internaționale de gravură
- 1986, 1987 - „Art of today”- Budapesta, Ungaria;
- 1994 - Trienala de gravură - Fredrikstad, Norvegia;
- 1992, 1995, 1997 - Kanagawa, Japonia;
- 1996, 1998, 2002 - Budapesta, Ungaria;
- 1997, 2001, 2005 - Bienala de gravură mică - Cluj - Napoca, România;
- 1998 - “Art addiction” - Veneția, Italia;
- 1998 - Bienala de grafică (grafică românească contemporană) - Miskolc, Ungaria;
- 1998 - Barcelona, Spania;
- 1998, 2005 - Trienala de gravură mică - Tokyo, Japonia;
- 2003 - Salonul internațional de gravură mică - Cărbunari, România;
- 2005 - Bienala de satiră și umor în arte - Gabrovo, Bulgaria;

### Expoziții internaționale de Ex-libris
- 1983 - Epinal ,Franța;
- 1985 - Sint - Niklaas, Belgia; Bormio, Italia;
- 1986 - Nancy, Franța;
- 1987 - Wiesbaden, Germania;
- 1988 - Sofia, Bulgaria; Enghien les Bains, Franța; Pescara, Italia;
- 1989 - Vilnius, Lituania;
- 1990 - Starachowice, Polonia;
- 1991 - Vilnius, Lituania; Oradea, România;
- 1992 - Tartu, Estonia; Vilnius, Lituania; Chișinău, Moldova;
- 1994 - Augustow, Polonia;
- 1996,1997 - Varșovia, Polonia;
- 1997 - Gliwice, Polonia;
- 1999,2003 - Rijeka, Croația;
- 2001 - Brăila, România;
- 2004 - Bacău, România;
- 2005 - Sint-Niklaas, Belgia;
- 2006 - Pancevo, Serbia.

## Lucrări și cronică
- Lucrări în muzee: Muzeul Florean - Baia Mare,Maramureș; The State Museum in Majdanek - Lublin, Poland; The House of Humour and Satire - Gabrovo, Bulgaria.

|  | ...După modelul vechilor stampe,Adrian Selegean organizează compoziția în registre suprapuse ,ocupă întregul spațiu al imaginii cu aglomerări de elemente,aplică voit unele „ stângăcii „ de perspectivă,dirijează luminile și umbrele prin procedeul valorației renascentiste pentru a obține o anumită „atmosferă” ce generează farmecul aparte al ex- libris-urilor sale.Sub această aparență muzeală se ascunde , însă ,un artist modern, obsedat de idealul virtuozității tehnice. | — Horia Medeleanu |